# Spindasis banyoana
Spindasis banyoana är en fjärilsart som beskrevs av George Thomas Bethune-Baker 1926. Spindasis banyoana ingår i släktet Spindasis och familjen juvelvingar. Inga underarter finns listade i Catalogue of Life.